# Карл Орф
Карл Орф (нім. Karl Orff; 10 липня 1895 — 29 березня 1982) — німецький композитор, музикознавець, педагог, член Баварської академії мистецтв.

## Біографія
Народився в Мюнхені. У 1912—1914 роках навчався у Мюнхенській музичній академії. У 1914 році продовжив навчання у Германа Зільчера. У 1916 році працював капельмейстером в Мюнхенському камерному театрі. У 1917 році під час Першої світової війни вирушив на добровільну службу в армію в Перший Баварський Польовий Артилерійський полк. У 1918 році його запросили на посаду капельмейстера в Національний Театр в Мангаймі під керівництвом Вільгельма Фуртвенглера, а потім він став працювати в театрі Великого Герцогства Дармштадтського.
У 1920 році Орф одружився з Алісою Зольшер (Alice Solscher), через рік народилась його єдина дитина, дочка Годела, а в 1925 році він розлучився з Алісою.
У 1923 році він познайомився з Доротеєю Гюнтер і в 1924 році спільно з нею створив школу гімнастики, музики і танцю («Гюнтершуле», «Günther-Schule») в Мюнхені. З 1925 року і до кінця свого життя Орф був головою відділення в цій школі, де працював з музикантами-початківцями. Маючи постійний контакт з дітьми, він розробив свою теорію музичної освіти.
Хоча зв'язок Орфа з нацистською партією не був встановлений, його «Карміна Бурана» була дуже популярна в нацистській Німеччині після її прем'єри у Франкфурті в 1937 році. Хоча нацистські критики і називали її «дегенеративною». Орф став єдиним з кількох німецьких композиторів під час нацистського режиму, хто відреагував на офіційний заклик написати нову музику для п'єси Шекспіра «Сон літньої ночі», після того, як музика Фелікса Мендельсона була заборонена — інші відмовилися брати в цьому участь. Але знову ж таки, Орф працював над музикою для цієї п'єси в 1917 і 1927 роках, задовго до приходу нацистського уряду.

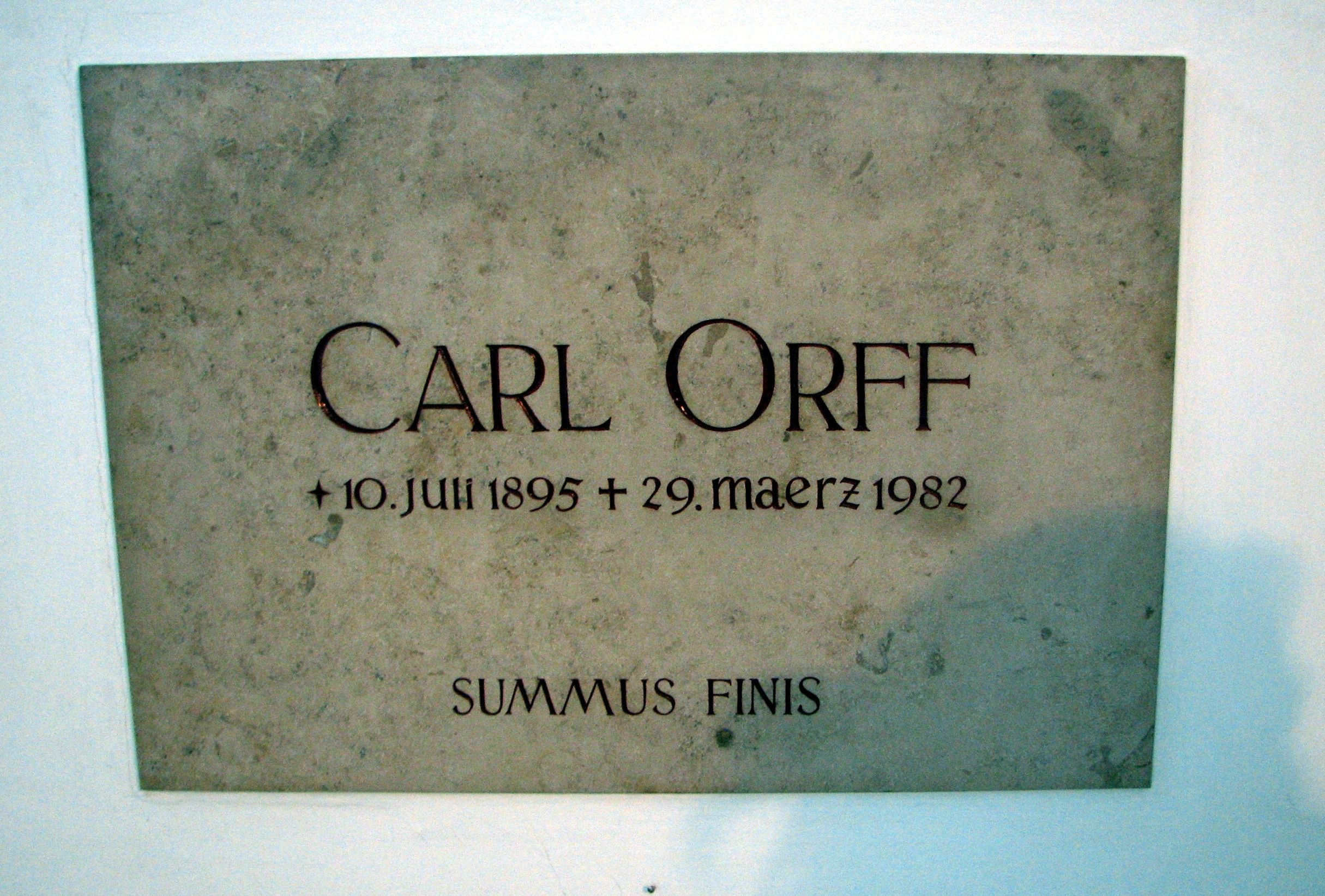
Надгробний напис на могилі Карла Орфа в монастирі Андекс

Орф був близьким другом Курта Губера, одного із засновників руху опору «Die Weiße Rose» («Біла троянда»), засудженого до смерті Народною судовою палатою і страченим нацистами в 1943 році. Після Другої світової війни Орф заявив, що він і сам був учасником цього руху. Хоча цьому немає жодних документальних підтверджень, така заява допомогла Орфу продовжувати працювати в Німеччині й після повалення нацистського режиму.
В 1950-54 роках Орф видав 5-томне зібрання «Музика для дітей» («Schulwerk»), що стало основою музично-педагогічної системи Орфа, яка отримала світове визнання і поширення. У 1950-60 роках викладав у Вищій музичній школі в Мюнхені. У 1961 році був відкритий Інститут Орфа (Інститут музичного виховання при Вищій школі музики і сценічного мистецтва Моцартеум).
Помер Орф у Мюнхені, похований у церкві бенедиктинського монастиря Андекс, що знаходиться західніше Мюнхена (округ Штарнберг).
На честь Орфа названа одна з малих планет у Сонячній системі.

## Музично-освітня система Карла Орфа
Музичній педагогіці Карл Орф відомий завдяки своїй авторській музично освітній системі. Сутність концепції Карла Орфа полягає у виявленні й розвитку музикальних здібностей дитини через імпровізацію у музиці та рухах.
Мета: розкрити в кожній дитині творчість.
Навчаючись гри на елементарних музичних інструментах діти самостійно відкривають світ музики. Він створив самобутню музично-освітню систему, яка охоплювала спів, слово, імпровізацію, рухи і гру на музичних інструментах. Він створив свій музичний інструментарій — «інструментарій К. Орфа» — цимбали, маракаси, трикутники, ксилофони, металофони, стаканчики з водою, брязкальця, сопілки, дзвіночки.
В своїй 5-томній праці «Шульверк» — антологія музики, пісень та танців для дітей — Карл Орф виклав основи методики. В основі методики: ігрова діяльність, спілкування в процесі гри, коли кожна дитина почувається індивідуальністю. Основне призначення — залучення дітей до музикування незалежно від їхніх музикальних здібностей, розкріпачення індивідуально-вольових задатків і розвитку природної музикальності.
Методика Карла Орфа є універсальною, її легко поєднати з іншими методиками, адаптувати до національних особливостей будь-якого народу, бо вона ґрунтується на використанні зразків фольклорної музики.
Педагогічна концепція Карла Орфа знайшла прихильників у багатьох країнах Західної Європи, а також у США, Канаді і Японії і досі широко використовується вчителями музики.

## Список творів
Переважна більшість творів Орфа — це сценічні твори:
- Карміна Бурана (сценічна кантата, 1937, Франкфурт-на-Майні),
- Місяць («музична п'єса», 1939, Мюнхен; 2-я редакція — 1950, там само),
- Розумниця («музична п'єса», 1943, Франкфурт-на-Майні),
- Катулла Карміна (сценічна кантата, 1943, Лейпциг),
- Бернауерін (музично-драматична п'єса, 1947, Штутгарт),
- Антігона (трагедія Софокла, 1949, Зальцбург),
- Тріумф Афродіти (сценічний концерт, 1953, Мілан),
- Комедія про воскресіння Христа (містерія, 1957, Штутгарт),
- Цар Едіп (трагедія Софокла, 1959, там само),
- Гра про народження немовляти (містерія, 1960, там само),
- Прометей (трагедія Есхіла, 1968, там само),
- Комедія про кінець часу (містерія, 1973, Зальцбург);
- сценічний триптих Плач (обробка творів К. Монтеверді, у тому числі опери «Орфей» та фрагмента «Плач Аріадни», остаточна редакція 1940; постановка 1958, Шветцінген).